# 松原神社 (西宮市)

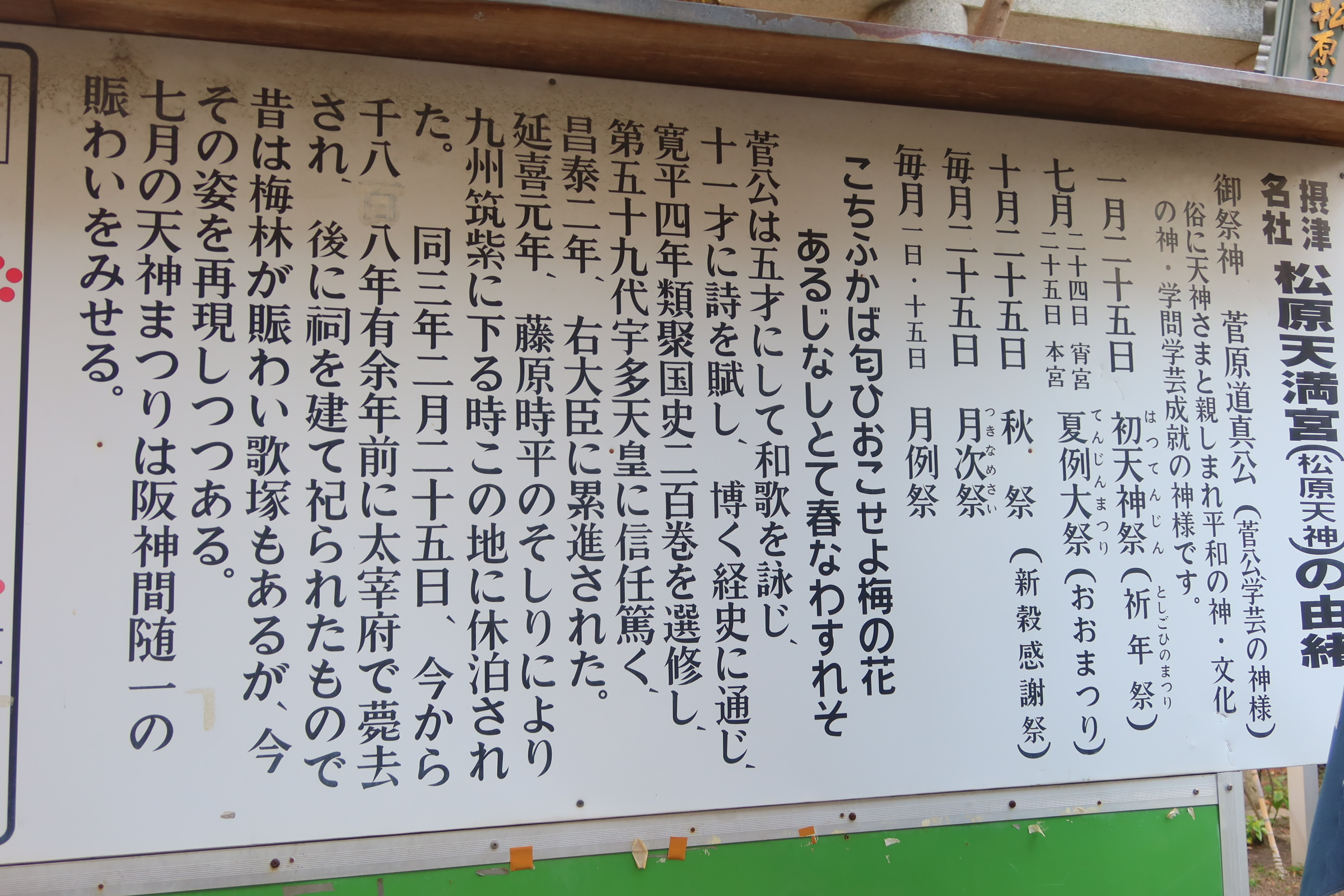
松原神社（西宮市）の由緒

松原神社（まつばらじんじゃ）は兵庫県西宮市にある神社（天満宮）である。

## 祭神
菅原道真公 天照大御神

## 由緒
古くから松原天神と呼ばれ、通称名は松原天満宮である。延喜元年（901年）、菅原道真公は九州筑紫に向かう船旅の途中であった。風光絶佳であった此の地を愛でられて、御仮泊になったこと、その縁で太宰府で薨去（こうきょ）された後、土地の人が道真公を祀る祠を建ててお祀りしたことが社伝に記されている。道真公が愛した梅は「梅林が賑わう」ほどであったという。

## 歴史
平安時代末期の治承年間（1180年前後）に後白河法皇が編者となって成立させた歌謡集「梁塵秘抄」には「南宮のお前に朝日さし、兒のお前に夕日さし、松原如来のお前には、官位昇進の重波ぞ立つ」と歌われている。この松原如来は松原天神のことだという。
平安時代末期から鎌倉初期までに成立した古辞書・伊呂波字類抄(橘忠兼著)には松原大日と記されている。
治承4年（1180）、中山忠親が山槐記に「未の刻野田に着す西宮松原如来東北五六町にあり前ノ大相国御座なり雑事を申し承る」と記し、松原如来の近くを通ったことを書いている。

### 松原
平安時代、この付近は海近き津努の松原の地点であった。国土交通省の資料では ”津門（つと）では海が入りくんでいた” と説明されている。
菅原道真公が休泊された当時の松原は海辺が近く、松林が美しい入江の景勝地であった。
万葉集では松原が海辺にあったことが歌われている。
第17巻3899番歌　海人娘子　いざり焚く火の　おぼほしく　都努の松原　思ほゆるかも（現代語訳：海人の娘たちが夜釣りに焚く火のようにぼんやりと、角の松原が思われることだ。）
松原は3巻に「角の松原」、17巻に「津努の松原」と詠まれた景勝地であった。「摂津名所図会」は津門・西宮の間にある古松二〇本ばかりの林を松原の旧跡とする。
松原神社が発行する御朱印（参拝の証）には 「務古水門（他に『武庫水門』など） 津努の松原」と墨書きの文字が入る。海岸が当社に近かった時代を偲ばせるものである。

### 喜多向稲荷社と染殿池

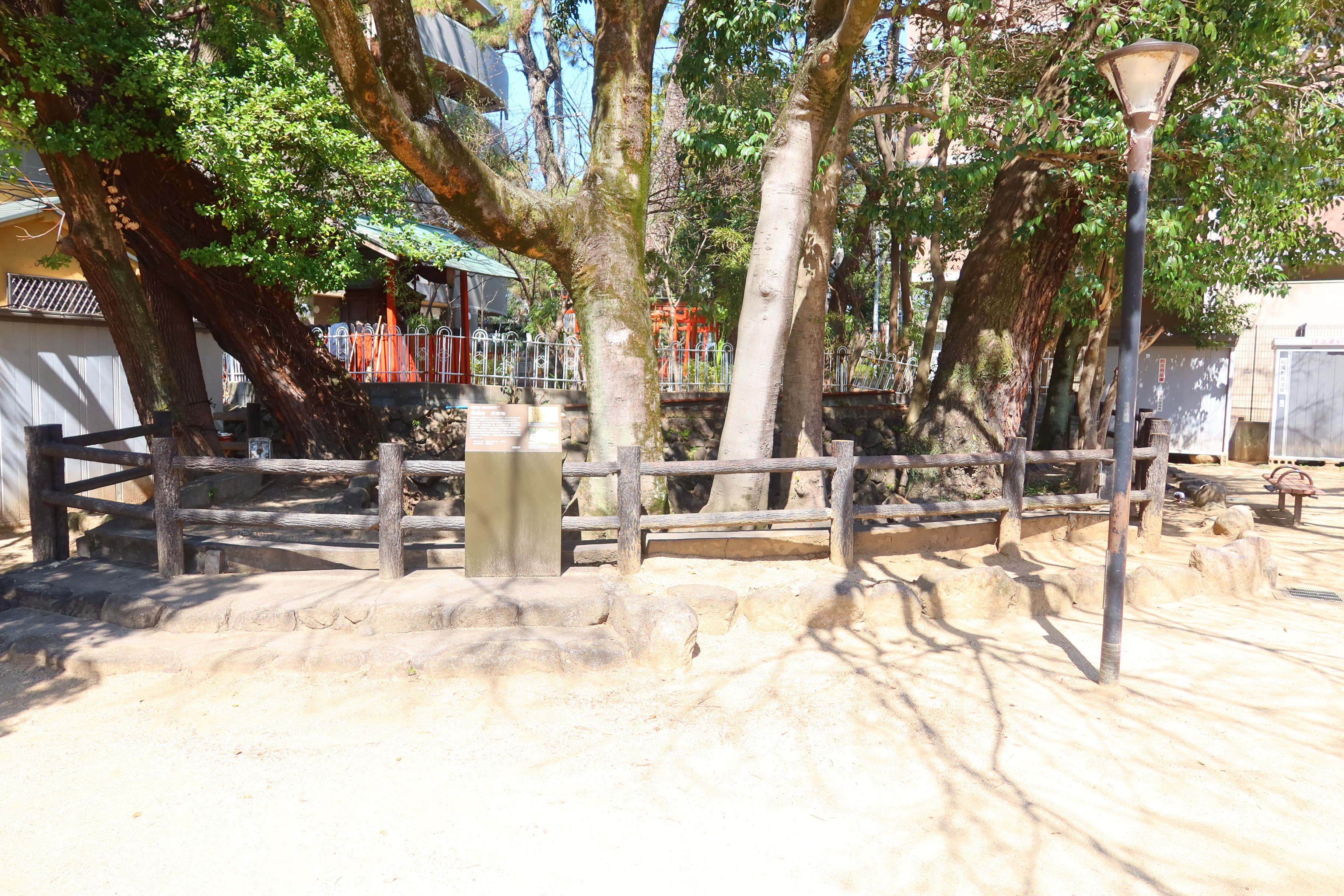
染殿池跡（松原神社・喜多向稲荷社の南側）

松原神社の鳥居側の道路を挟んで南側には織物の祖「織姫大明神」をまつった喜多向稲荷社（御祭神は他に宇賀之魂と光玉大明神）がある。ここは漢織呉織伝承地（喜多向稲荷社、染殿池、小沢種春の句碑が一緒に）として文化庁の調査で西宮市内の名勝地七ヵ所の一つに選ばれている。応神天皇（第15代天皇）の時代、大陸から生地染め・機織りの技術を持った女性たちの織工集団が渡来し、松林だった松原に上陸したと言い伝えられる。伊居太神社 (池田市)や呉服神社（池田市）にも同様の伝承がある（クレハトリ・アヤハトリ伝承）。漢織・呉織が糸を染めたという染殿池が現存しており、稲荷社の前に石碑が立っている。この西宮の文化遺産を後世に残すべく、有志が歌『染殿池ものがたり』や動画を制作し公開している。菅公舊蹟（史跡）の石碑が喜多向稲荷社の境内入り口に設置されている。

## 主な祭事
- 毎月　月次祭 （25日）
- 毎月　月例祭（1日・15日）
- 1月25日　初天神祭（祈年祭、としごひのまつり）
- 7月24・25日　天例大祭　宵宮・本宮（おおまつり）

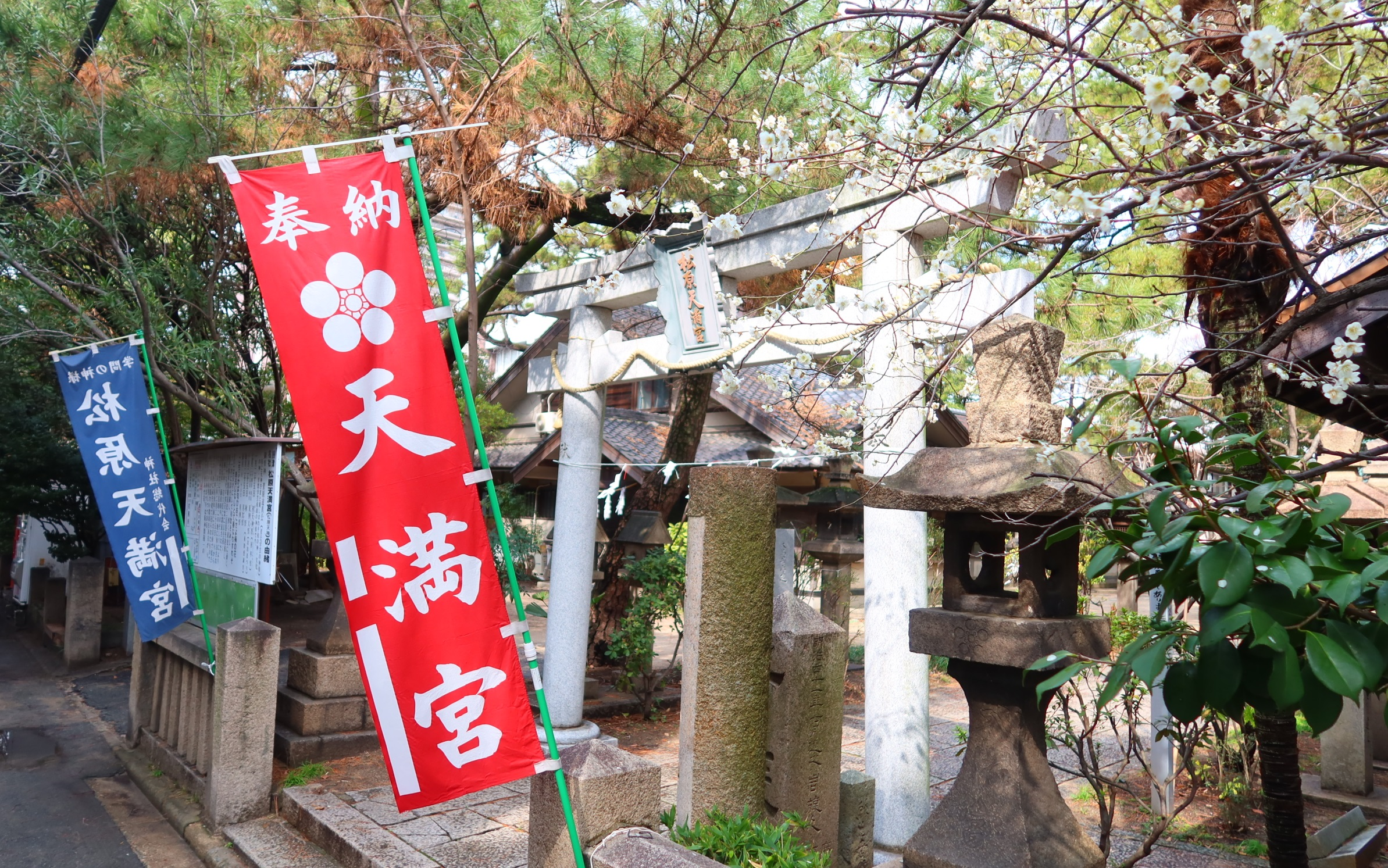
梅の開花（２月下旬から３月初旬）

- 10月25日　秋祭り（新穀感謝祭）梅の開花（２月下旬から３月初旬）

## 境内
- 本殿
- 拝殿

### 境内社
- 皇太神宮社
- ゑびす福神社
- 鎮宅霊符社
- 白太夫社 （渡会春彦を祀る）
- 火之御子社
- 松神社 （島田忠臣を祀る）
- 福部神社 （十川能福（菅原道真公の舎人）を祀る）
- 老松社
- 夫婦久寿の社
- （他に名称不明な社あり）
- 筆塚
- 臥牛
- 緑の大榎（御神木、夫婦和合の御神徳）
- 老松の碑
- 歌塚

## 現地情報
神社の所在地
〒662-0912 兵庫県西宮市松原町2−26
交通アクセス
- 最寄り駅：JR西宮駅から南南西へ徒歩約5分
- 最寄り駅：西宮駅（阪神）「市役所口」出口から東に徒歩約8分

周辺
- 廣田神社
- 西宮神社
- 津門神社 (西宮市)
- 海清寺（六湛寺町）